# Hermann Meyer-Burgdorff

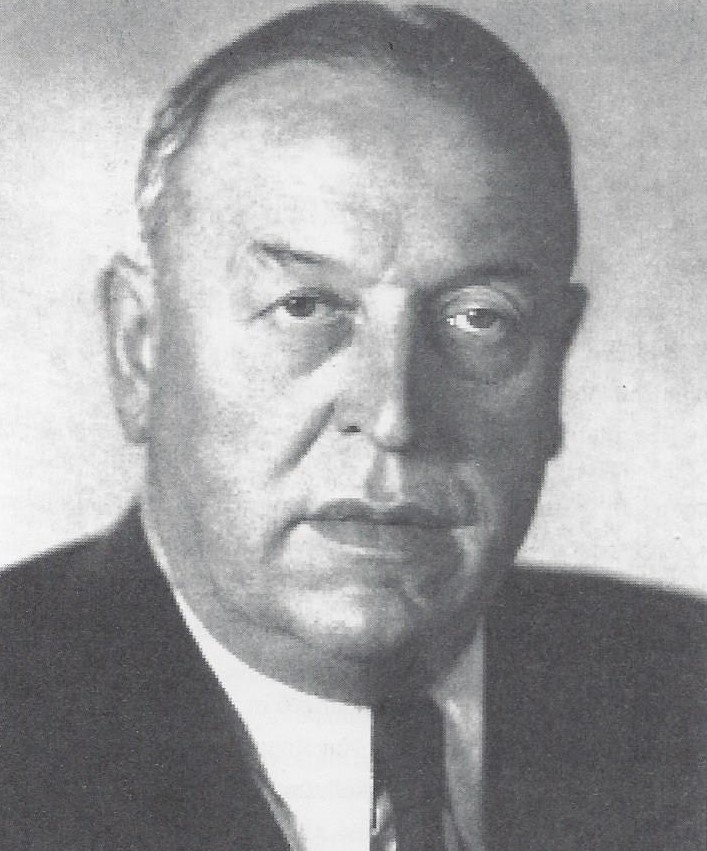
Hermann Meyer-Burgdorff

Hermann Meyer-Burgdorff (* 14. April 1889 in Hordel, Westfalen; † 17. Februar 1957 in Kiel) war ein deutscher Chirurg.

## Leben
Nach dem Abitur in Hannover begann Meyer-Burgdorff an der Georg-August-Universität Göttingen Medizin zu studieren. 1908 wurde er im Corps Teutonia Göttingen aktiv. Als Inaktiver wechselte er an die Christian-Albrechts-Universität zu Kiel und die Kaiser-Wilhelms-Universität Straßburg. Nachdem er 1913 das Medizinische Staatsexamen bestanden hatte, war er Medizinalpraktikant an der Medizinischen Klinik der Universität Göttingen. Als Kriegsassistent der Göttinger Chirurgie nahm er am ganzen Ersten Weltkrieg teil. Ab 1914 leitete er das Kiefer-Lazarett. 1917 wurde er in Göttingen zum Dr. med. promoviert. Ab 1919 Assistenzarzt in der Göttinger Chirurgie, ging er in Hinblick auf die vielen Kriegsversehrten  zu Fritz Lange an der Orthopädischen Klinik der Ludwig-Maximilians-Universität München. Als Facharzt für Chirurgie und Orthopädie betreute er ab 1920 das Versorgungslazarett Göttingen. 1923 habilitierte er sich in Göttingen für Chirurgie. Meyer-Burgdorff war dort einer der zahlreichen Schüler von Rudolf Stich. 1928 erhielt er ein außerplanmäßiges Extraordinariat. Nach der Umhabilitation an die Universität Rostock war er Privatdozent (1930), außerplanmäßiger a.o. Professor (1931) und apl. Professor (1940–1945) für Chirurgie.
1933 trat er der SA bei. 1935 wurde er Direktor der Chirurgischen Klinik im Allgemeinen Krankenhaus Lübeck Süd. Am 24. Juni 1937 beantragte er die Aufnahme in die NSDAP und wurde rückwirkend zum 1. Mai desselben Jahres aufgenommen (Mitgliedsnummer 4.422.655). Im Zweiten Weltkrieg war er Soldat der Wehrmacht. 1939, 1948 und 1952 leitete er die 58., 61. und 69. Tagung der Vereinigung Nordwestdeutscher Chirurgen. 1956 trat er in Lübeck in den Ruhestand. Der Kieler Chirurg Gerhard Meyer-Burgdorff (1921–2003) ist ein Sohn.